# Der Hund und der Sperling

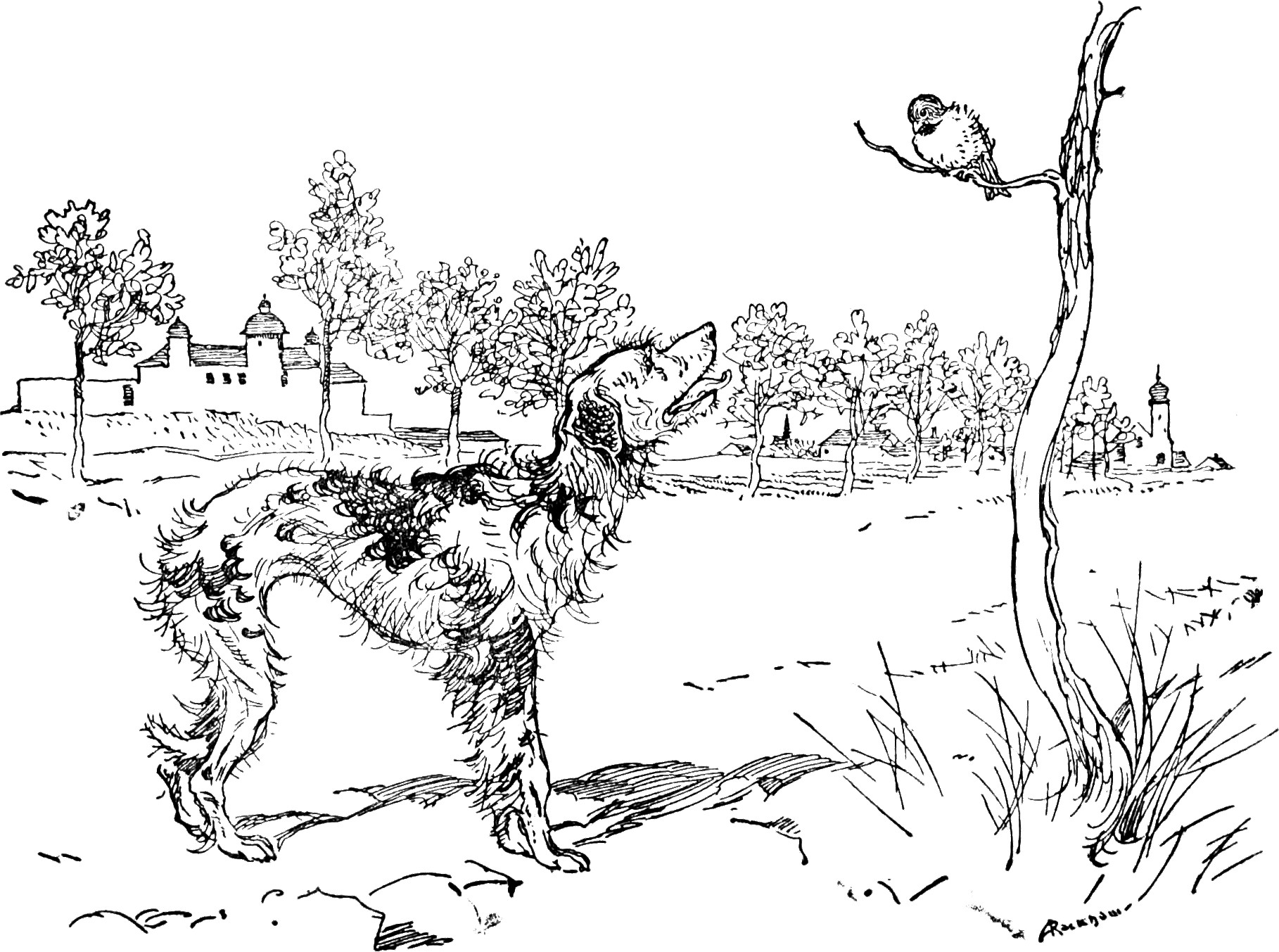
Illustration von Arthur Rackham, 1909

Der Hund und der Sperling ist ein Tiermärchen (ATU 248, 223). Es steht in den Kinder- und Hausmärchen der Brüder Grimm an Stelle 58 (KHM 58). In der 1. Auflage lautete der Titel Vom treuen Gevatter Sperling. Jacob Grimm veröffentlichte es zuerst 1812 in Friedrich Schlegels Zeitschrift Deutsches Museum (Bd. 1) zum Schluss einer Abhandlung über Reinhart Fuchs.

## Inhalt
Ein hungriger Schäferhund ist seinem schlechten Herrn davongelaufen. Er begegnet einem Sperling, der ihm an zwei Fleischer- und zwei Bäckerläden etwas zu fressen klaut. Auf der Landstraße wird der schlafende Hund vom Wagen eines Fuhrmanns überfahren. Der Sperling pickt nach dem Spund, so dass seine Weinfässer auslaufen, und nach den Augen der Pferde, so dass der Fuhrmann, der den Sperling treffen will, seine Pferde mit der Hacke totschlägt. Bei ihm zu Hause frisst er mit vielen anderen Vögeln die Ernte auf. Der Mann schlägt in seiner Wut immer wieder nach dem Sperling und dabei sein Haus kaputt. Zum Schluss verschlingt er ihn. Die Frau soll mit der Hacke den Sperling in seinem Mund erschlagen. Sie trifft den Mann. Der Sperling entkommt.

## Herkunft

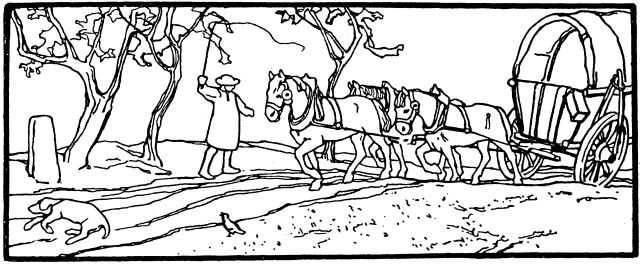
Illustration von Otto Ubbelohde, 1909

Der Text beruhte in der 1. Auflage auf einer Erzählung Gretchen Wilds 1808, später außer dem Schluss auf Dorothea Viehmann. Grimms Anmerkung gibt den abweichenden Eingang ersterer Version wieder: Eine Hirschkuh lädt den Fuchs als Taufpaten, dieser den Sperling dazu und der den Hund, den sein Herr wegen Trunkenheit nach einer Hochzeit angeleint hatte. Er besäuft sich wieder, bleibt auf der Straße liegen und wird vom Fuhrmann trotz des Sperlings Drohung totgefahren. In einer „dritten Erzählung aus Göttingen“ (wohl von August von Haxthausen) bittet das Vöglein den Fuhrmann, dem Hündlein über die Straße zu helfen, und rächt sich, als dieser es totfährt. Grimms nennen noch ein Gedicht und ein estnisches Tiermärchen in Reinhart Fuchs.
Jacob Grimm erwähnt die Geschichte erstmals 1811 brieflich an Achim von Arnim. Älteste bekannte Fassung ist das niederländische Van een hond en een mus (Von einem Hund und einem Sperling), das G. A. Arends 1804 nach seiner Mutter Trijntje Alberts herausgab.
Vgl. zum verstoßenen Hund KHM 48 Der alte Sultan, zum welterfahrenen Sperling KHM 157 Der Sperling und seine vier Kinder.

## Rezeptionen
Vgl. Des Hundes Not in Ludwig Bechsteins Deutsches Märchenbuch.
In Janoschs Parodie überfährt ein Autofahrer den Hund, der von einer Hochzeit besoffen ist. Der Sperling schimpft immer wieder hilflos gegen das Auto, oder aber er fliegt gegen die Windschutzscheibe, und der Fahrer fährt gegen einen Baum.